# IC 3625
IC 3625 ist eine Galaxie vom Hubble-Typ S? im Sternbild Jungfrau am Nordsternhimmel. Sie ist rund 1 Mrd. Lichtjahre von der Milchstraße entfernt und hat einen Durchmesser von etwa 200.000 Lichtjahren.
IC 3625 gilt als Teil des Virgo-Haufens (VCC 1799), ist aber kein Mitglied, da viel weiter entfernt.
Entdeckt wurde das Objekt am 10. Mai 1904 von Royal Harwood Frost.